# Geneta crestada
La geneta crestada (Genetta cristata) és un mamífer de la família dels vivèrrids, relacionada amb les civetes i els linsangs. El seu nom prové de la petita cresta dorsal del coll. Viu als boscos secs del sud-est de Nigèria. La seva presència continuada al sud del Camerun, a la República Democràtica del Congo i a Gabon, és incerta. És considerada vulnerable dins de la Llista Vermella de la UICN, a causa de la pèrdua d'hàbitat i l'excés de caça.
Alguns experts han considerat aquesta espècie com a subespècie de la geneta servalina (Genetta servalina), però actualment es considera generalment com a espècie de ple dret.